# Лозівка (Іванівська сільська громада)
Лозі́вка — село в Україні, у Іванівській сільській громаді Тернопільського району Тернопільської області. Розташоване на березі річки Тайна.
Населення — 145 осіб (2001).
Поштове відділення — Іванівське.

## Історія
Поселення відоме з 1785 року.
З 1947 року мешканці села зазнали каральної акції операції «Захід».
З 24 серпня 1991 року село входить до складу незалежної України.
До 2015 адміністративно належало до Іванівської сільської ради. Від вересня 2015 року ввійшло у склад Іванівської сільської громади.
12 червня 2020 року, відповідно до розпорядження Кабінету Міністрів України № 724-р «Про визначення адміністративних центрів та затвердження територій територіальних громад Тернопільської області» увійшло до складу Іванівської сільської громади.
19 липня 2020 року, в результаті адміністративно-територіальної реформи та ліквідації Теребовлянського району, село увійшло до складу Тернопільського району.

## Політика

### Парламентські вибори, 2019
На позачергових парламентських виборах 2019 року у селі функціонувала окрема виборча дільниця № 610839, розташована у приміщенні клубу.
Результати
- зареєстровано 79 виборців, явка 72,15%, найбільше голосів віддано за «Європейську Солідарність» — 23,21%, за Всеукраїнське об'єднання «Батьківщина» і Всеукраїнське об'єднання «Свобода» — по 14,29%.[3] В одномандатному окрузі найбільше голосів отримав Микола Люшняк (самовисування) — 27,78%, за Романа Василіцького (Об'єднання «Самопоміч») — 20,37%, за Ігоря Сопеля (Слуга народу), Володимира Бліхаря (Всеукраїнське об'єднання «Батьківщина») і Олега Вітвіцького (Голос) — по 9,26%[4].

## Релігія
- церква Вознесіння Господнього (1896, кам'яна, УГКЦ).

## Соціальна сфера
Діють загальноосвітня школа І ступеня, бібліотека.

## Галерея

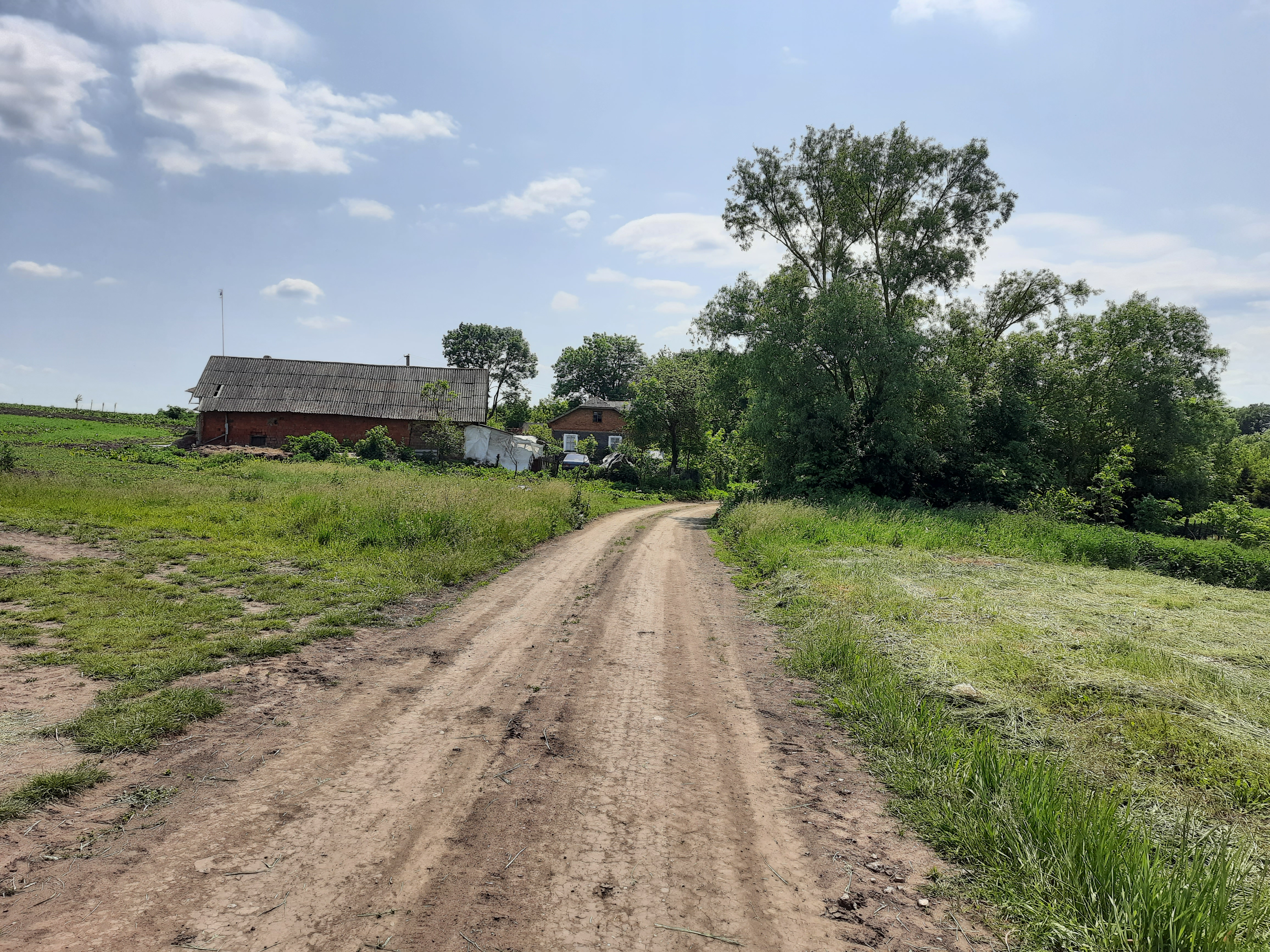
В'їзд у село
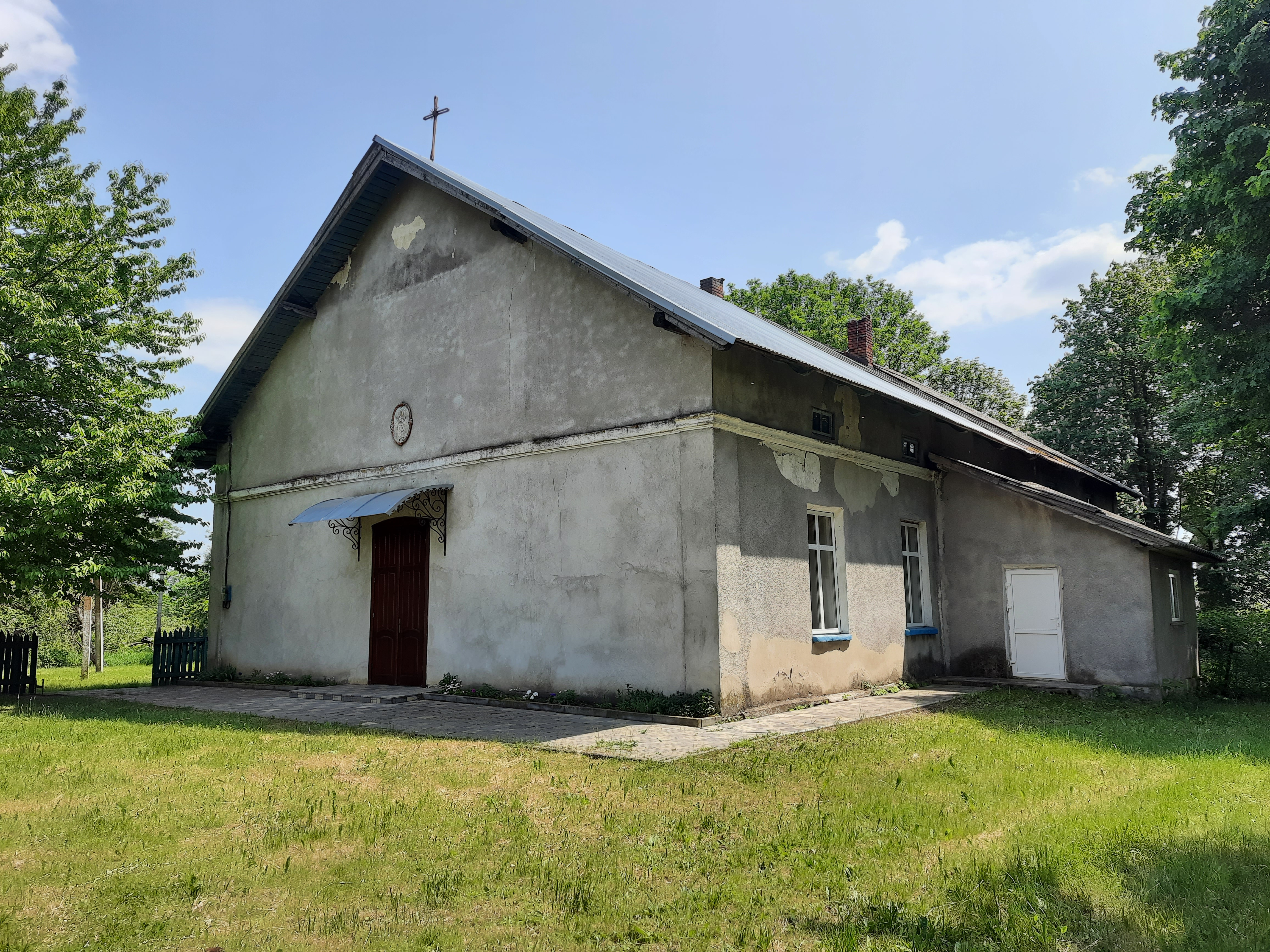
Капличка Вознесіння Господнього
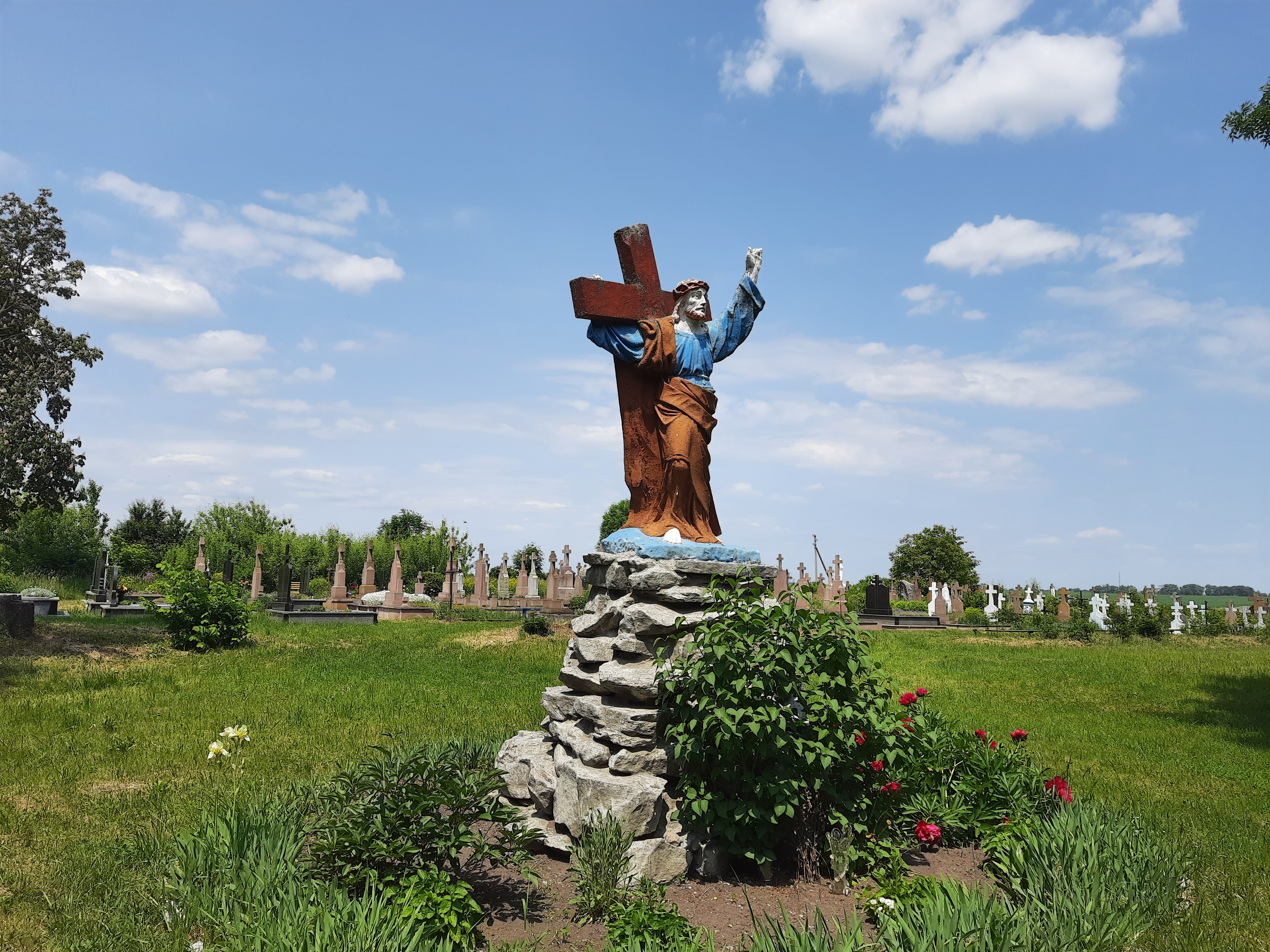
“Фіґура” Ісуса Христа.
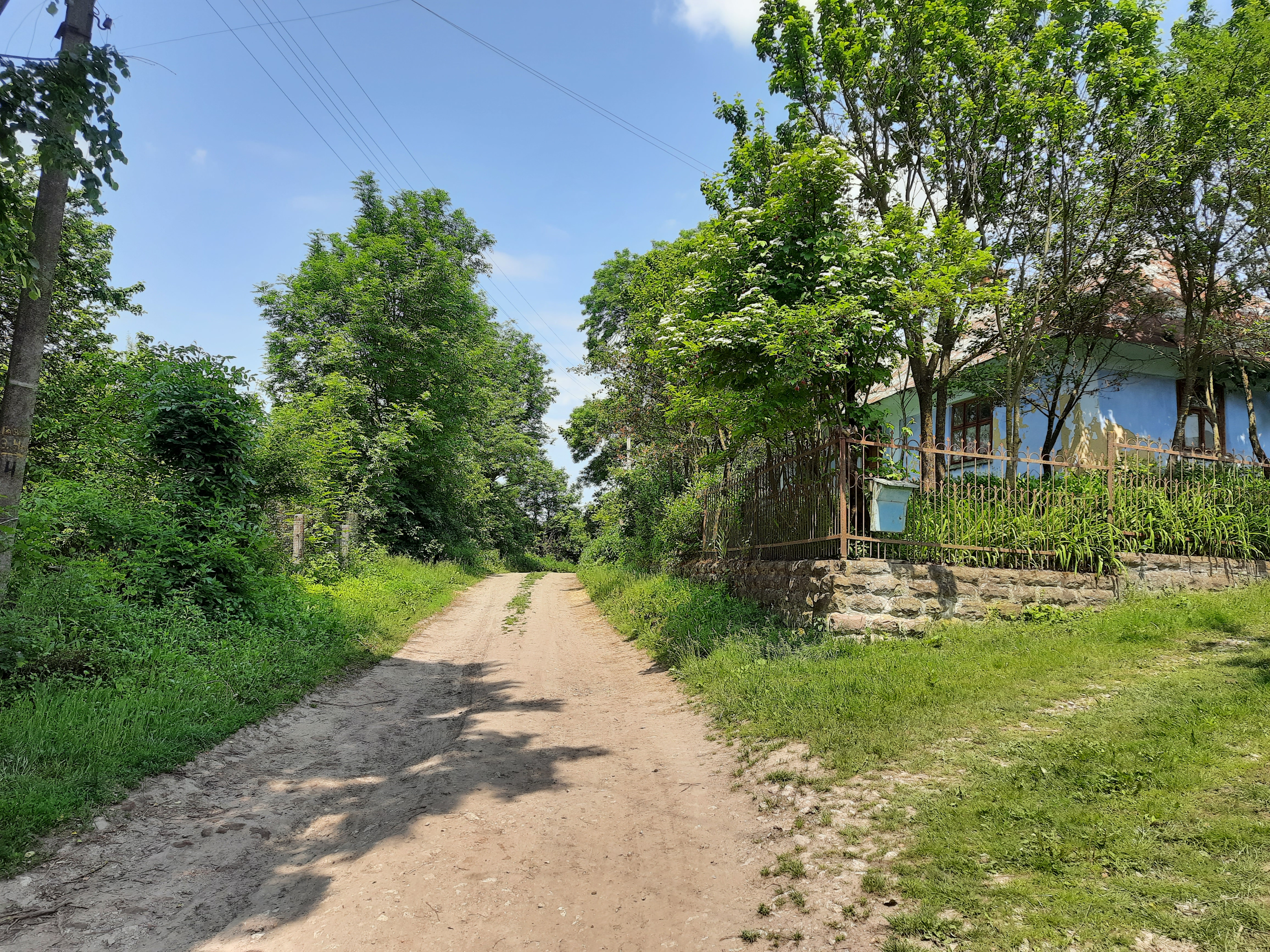
Сільська вулиця
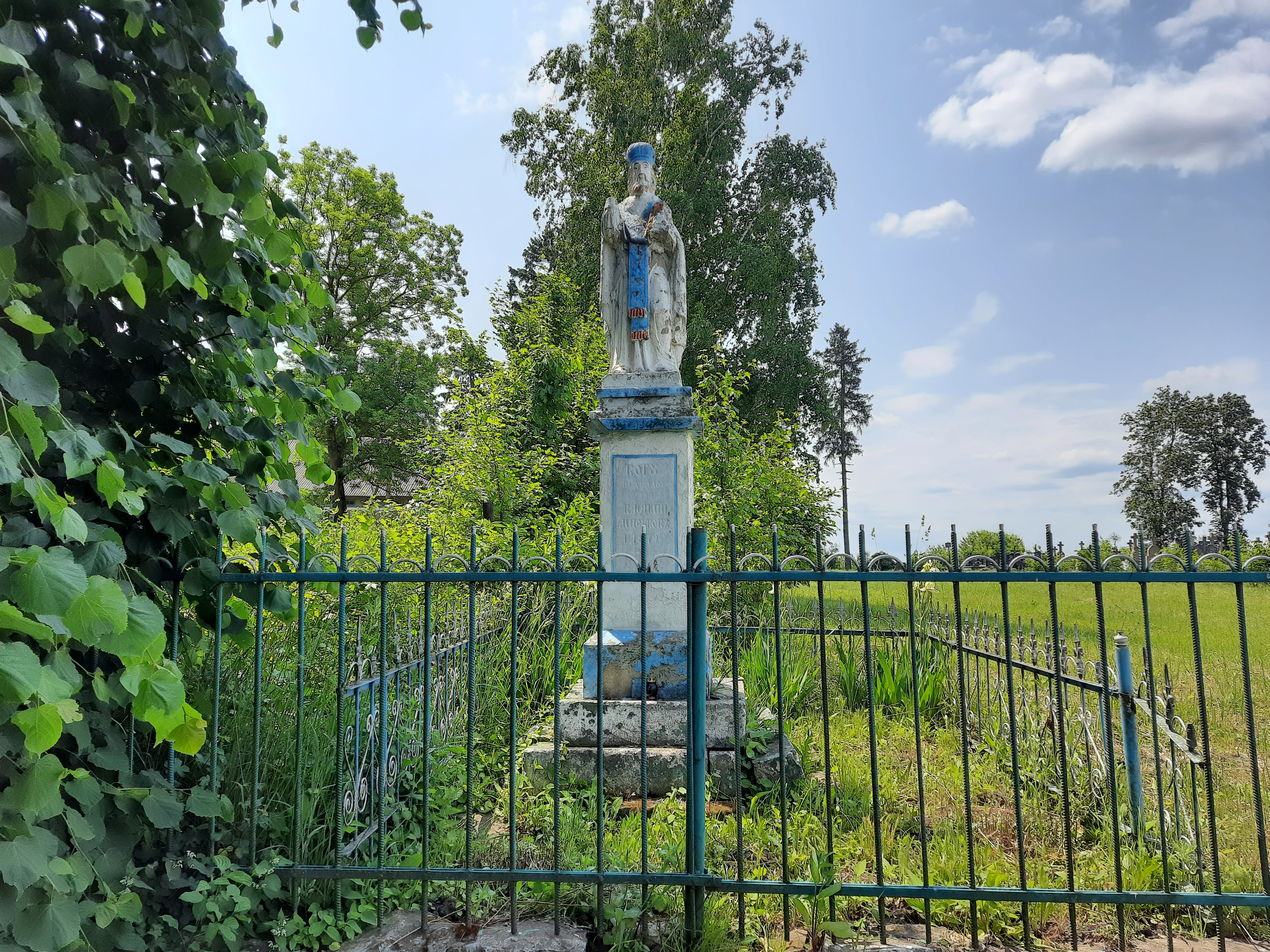
"Фігура" 1879р
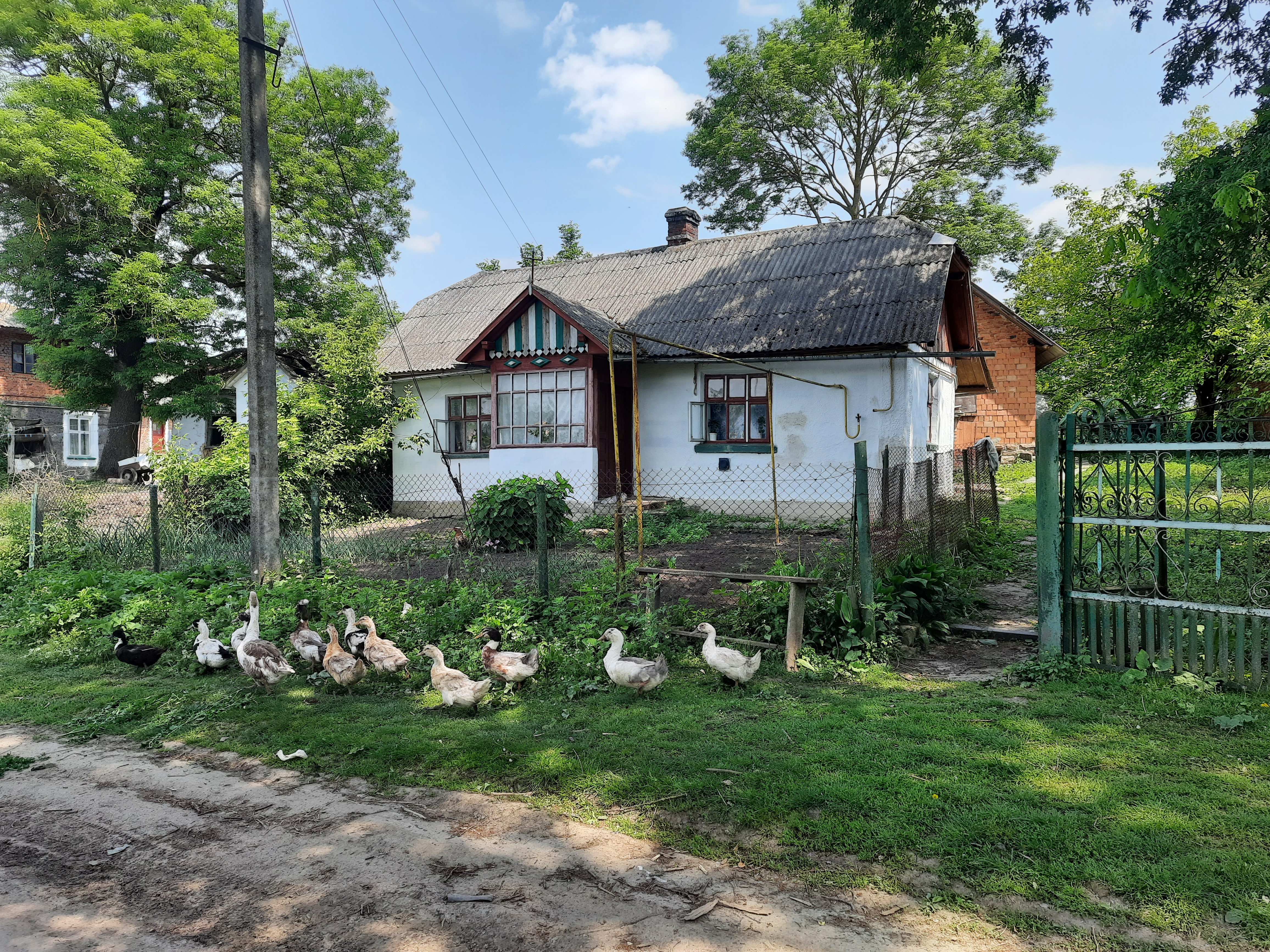
Сільська оселя
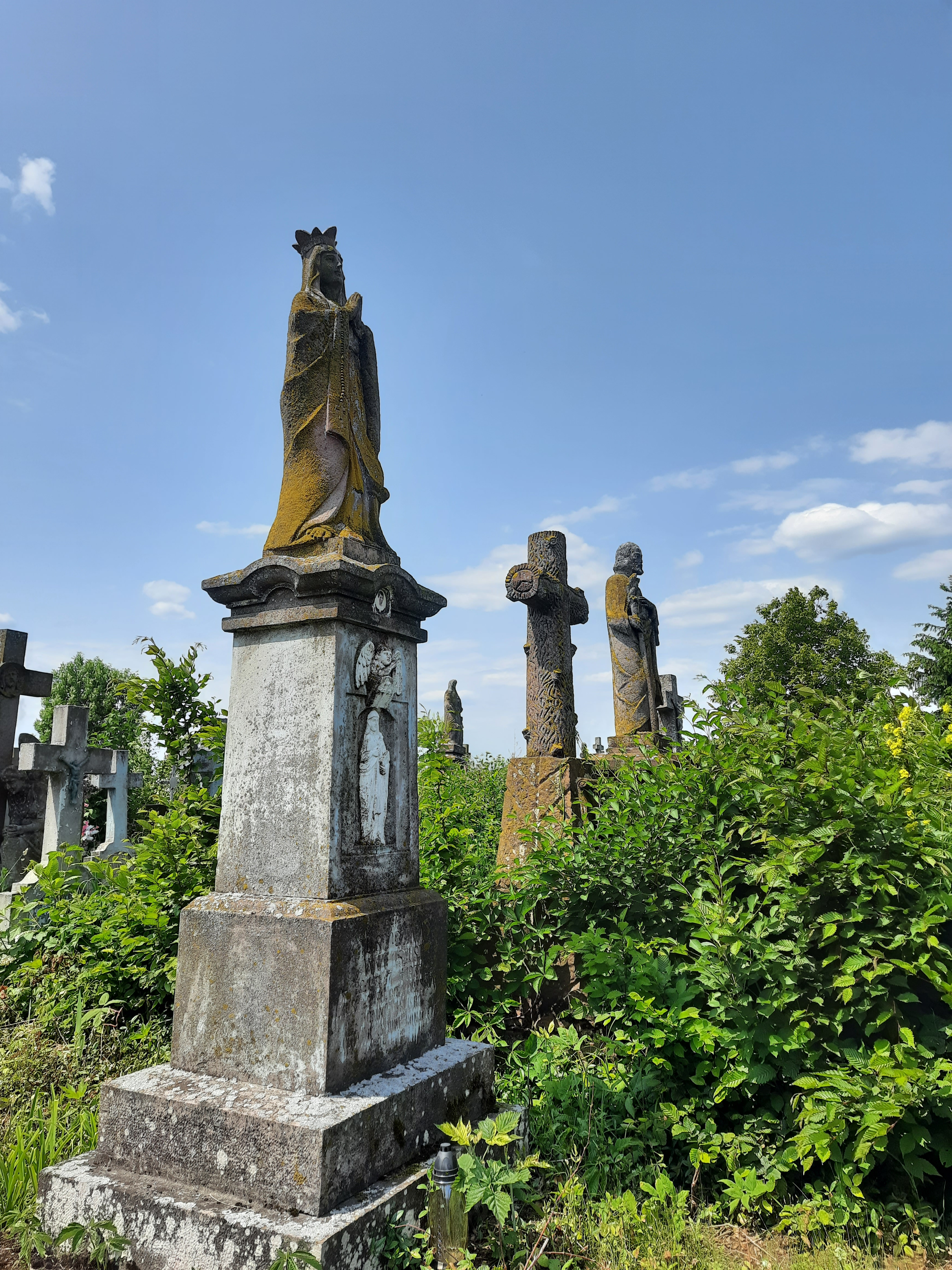
Старий цвинтар
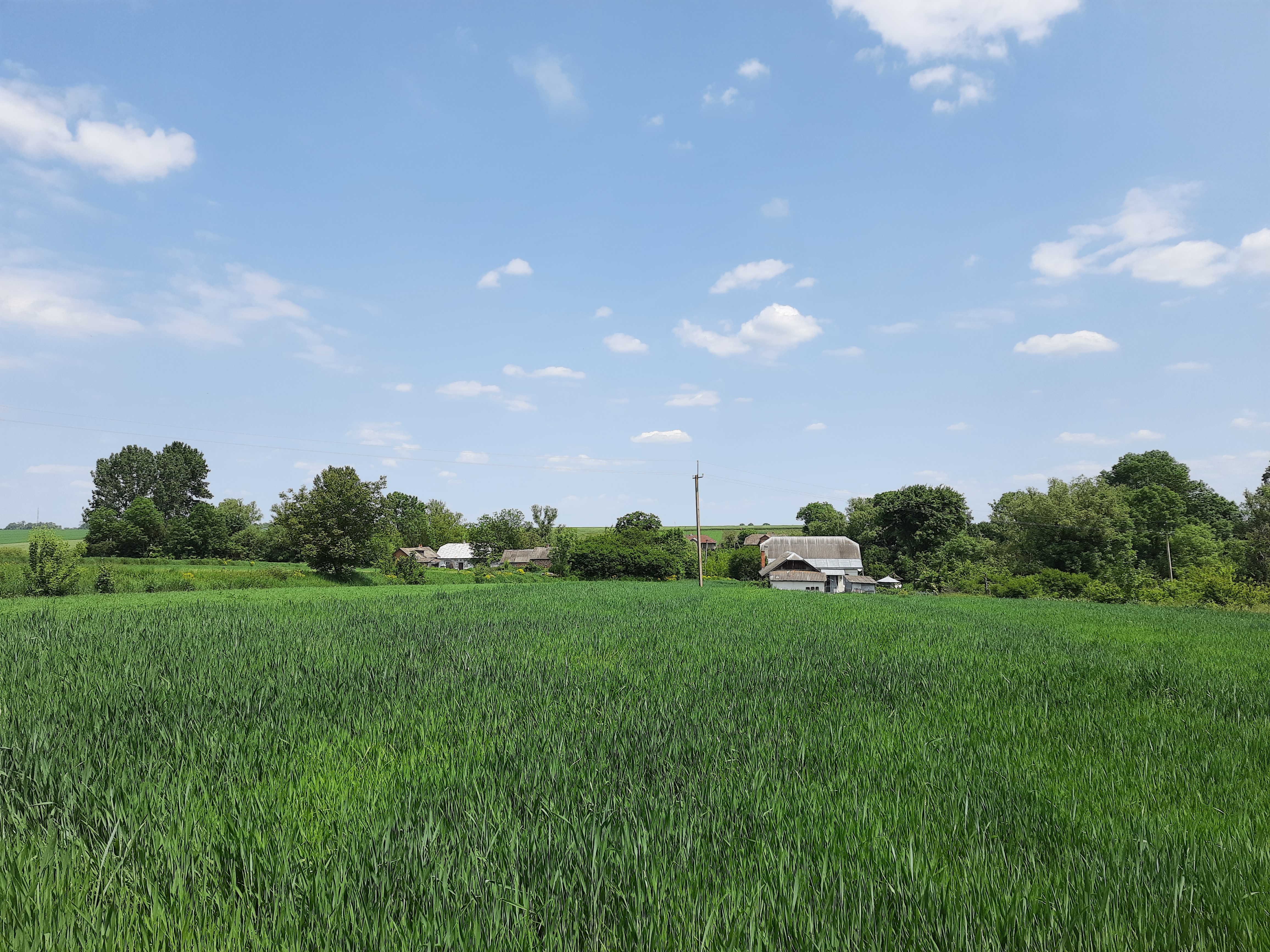
Сільський краєвид